# Den tapre landsoldat (sang)
"Den tapre landsoldat" er en dansk skillingsvise med musik skrevet af Emil Horneman 
og tekst af Peter Faber. "Den tapre landsoldat" er også kendt efter førstelinjen som Dengang jeg drog af sted og er skrevet i 1848.
Teksten ses i anden udgave af P. O. Boisens Nye og gamle Viser af og for Danske Folk fra 1850.